# MSK Kaunas
MSK Kaunas (Maistas) (Maisto sporto klubas) var en litauisk idrottklubb i Kaunas.

## Historia
Klubben grundades år 1932 under namnet MSK (Maisto sporto klubas), då med verksamhet endast i fotboll. 

## Meriter
- Klubben var litauiska mästare: 1934[1]